# Le Fils du garde-chasse
Le Fils du garde-chasse je francouzský němý film z roku 1906. Režisérkou je Alice Guy (1873–1968). Film trvá zhruba 8 minuty.

## Děj
Hajný si všimne dvou pytláků a začne je pronásledovat, což se mu stane osudným. Jeho malý chlapec, který všemu přihlížel, pytláky vystopuje a zavede k nim policii. Jeden z pytláků jim však uteče, čehož využije kluk k pomstě svého otce.